# Biorythme
 (février 2016).

Une représentation graphique des biorythmes principaux, de la naissance jusqu'à 66 jours.

Les biorythmes sont une croyance qui affirme que depuis la naissance et jusqu’au moment de la mort, chaque être vivant subirait l'influence de trois cycles principaux : physique, émotionnel et intellectuel dont les phases sont dites positives ou négatives. Mais, à ces cycles naturels, se sont ajoutés d'autres comme les cycles intuitifs, esthétiques, spirituels ou passionnels qui donneraient lieu à des calculs pour évaluer les moments favorables et défavorables pour l'accomplissement de certaines actions.
Le terme « biorythme » est une traduction récente du mot anglais : biorhythm adapté à la langue française en 1972.
La théorie des biorythmes est assimilée à une pseudo-science. Quelques dizaines d'études ont été effectuées, mais elles présentaient des faiblesses méthodologiques et statistiques, et un examen critique a montré que la théorie n'est empiriquement pas valide.

## La théorie des biorythmes vue par la science expérimentale
Si la notion de rythme biologique est une réalité scientifique, l'utilisation qui en est faite par certains praticiens est considérée, malgré son apparence mathématique, comme une pseudo-science. En particulier, les cycles qui ont été ajoutés aux cycles reconnus (sommeil ou cycle reproductif chez la femme) tel que le cycle intuitif de 38 jours, le cycle esthétique de 43 jours et le cycle spirituel de 53 jours, voire un « cycle de la passion », sont généralement considérés comme des produits de l'imagination.
La science expérimentale a mis en évidence un certain nombre de rythmes dans le cadre de la « chronobiologie ». Ces rythmes n'ont pas la fixité mécanique des biorythmes définis dans la théorie présentée dans cet article.

## Historique
La notion de rythme naturel du corps humain est présente dans des méthodes de soins ancestrales ainsi que des approches spirituelles et philosophiques de la vie[réf. nécessaire]. 
Au XIXe siècle, à Berlin, le médecin et numérologue Wilhelm Fliess met en évidence un cycle "masculin" de 23 jours et un cycle "féminin" de 28 jours. Quelques années après, en 1904, Hermann Swoboda (de), professeur en psychologie à l'Université de Vienne, arrive à des conclusions semblables. C'est en 1920 à Innsbrück que le cycle de l'intellect d'une durée de 33 jours est mis en évidence par Alfred Teltscher, professeur en génie mécanique qui, pendant des années, notait ses observations sur le comportement cérébral de ses étudiants.
En 1934, Alfred Judt, ingénieur et mathématicien de profession publia les tables de calculs qui permirent de déterminer plus facilement les biorythmes.
En 1939, un mathématicien suisse Hans Frueh a mis au point la représentation à l'aide des courbes sinusoïdales que nous utilisons encore aujourd'hui.
La Seconde Guerre mondiale ralentit sérieusement les recherches et les expérimentations.
En 1958, l'américain d'origine suisse Georges Thommen commence ses recherches. Interviewé le 11 novembre 1960 par une radio locale new-yorkaise[réf. nécessaire], il surprit l'auditoire en prédisant que l'acteur Clark Gable, à peine remis d'une attaque cardiaque, risquait une rechute sérieuse le 16 novembre. Effectivement, Clark Gable subit une seconde attaque cardiaque et décéda le 16 novembre 1960. Le médecin de l'acteur admit, plus tard, que son patient aurait pu être sauvé si l'équipement médical avait été prévu à ce moment. En 1964, il rédige et publie son premier livre, ouvrage de synthèse destiné à un large public qui connut un succès foudroyant, l'épisode de la mort de Clark Gable étant resté dans les mémoires. George Thommen fut, dès lors considéré comme l'initiateur de cette théorie.

## Théorie et application
Selon l'approche des biorythmes il existerait des rythmes macroscopiques et microscopiques. L'univers et la vie ne seraient le produit que de l'imbrication de ces nombreux rythmes. 
Sur le plan humain, cette approche prendrait en compte la rotation de la terre autour du soleil d'environ 365 jours, le rythme des saisons; les rythmes de la lune de 29 jours et demi, ou la menstruation chez les femmes; ou encore les rythmes plus courts comme ceux du jour et de la nuit, ou encore bien plus courts comme le rythme cardiaque, auxquels s'ajouteraient ensuite des rythmes spirituels, passionnels etc.
L'interprétation des biorythmes individuels permettrait alors de résoudre certains problèmes. Le diagramme des biorythmes pourrait indiquer les potentialités et les faiblesses de tel moment dans la journée. Ils permettraient également de comprendre les humeurs, les angoisses.

## Aujourd'hui
La banalisation de la micro-informatique et de l'Internet est à l'origine de la diffusion des « études du biorythme » dans le grand public.
La théorie des biorythmes est classée parmi les médecines douces par le professeur Patrick Piétroni, auteur du Manuel Pratique des médecines douces.
Selon The Skeptic's Dictionary : "La théorie des biorythmes est parente de la numérologie et de l'intuition. Elle doit son existence bien plus aux témoignages, à l'effet Forer, et au battage médiatique qu'au raisonnement scientifique."
La revue Sciences et pseudo-sciences indique : "Comme l’astrologie et la numérologie, l’emploi des biorythmes semble à première vue fondé sur des calculs objectifs, rigoureux et paraît même plus crédible car la signification supposée des sinusoïdes est simple et contraste avec le flou des horoscopes et de l’interprétation du résultat des calculs numérologiques. Les sinusoïdes ne trompent pas, elles sont rigoureuses, votre état biorythmique est déterminé sans ambiguïté ! Et pourtant il n’y aucune raison d’attribuer à ces calculs la moindre valeur."